# Croton vergarenae
Croton vergarenae là một loài thực vật có hoa trong họ Đại kích. Loài này được (Jabl.) Gillespie mô tả khoa học đầu tiên năm 1993.